# Остен, Кристиан Георг
Барон Кристиан Георг фон дер Остен (нем. Christian Georg von der Osten; 1674 — 1735, Мангейм) — германский военачальник на датской и русской военной службе, участник Северной войны.

## Биография
Представитель известного германского рода Остен.
Поступил на датскую военную службу, в 1694 году (в 20 лет) был уже капитаном королевского пехотного полка, с 1699 года — подполковник, с 1704 года — полковник.
Принимал участие в антитурецкой кампании в Венгрии в составе датского вспомогательного контингента. С 1709 года — генерал-майор датской армии.
В 1711 году принят на службу русским царем Петром I в чине генерал-лейтенанта, принял участие в Прутском походе, был ранен в правое плечо. После неудачного окончания похода уволен в отставку, перешел на службу к курфюрсту Пфальца, при этом перешёл в католичество.
Умер в Мангейме в 1735 году в должности тайного советника курфюрста Пфальца.